# Casa Senyorial de Lamiņi
La Casa Senyorial de Lamiņi (en letó: Lamiņu muižas pils) és una casa senyorial a la històrica regió de Curlàndia, al municipi de Tukums a l'oest de Letònia. Construït entre 1855 i 1856, en l'actualitat allotja l'internat especial Dzirciems.